# Cosmia lutescens
Cosmia lutescens är en fjärilsart som beskrevs av Eugen Wehrli. Cosmia lutescens ingår i släktet Cosmia och familjen nattflyn. Inga underarter finns listade i Catalogue of Life.